# Luis López Fernández
Pour les articles homonymes, voir Luis López et López.
Luis Aurelio López Fernández, né le 13 septembre 1993 à San Pedro Sula, est un footballeur international hondurien jouant au poste de gardien de but au Real España.

## Biographie

### Débuts au Real España
López commence sa carrière professionnelle en 2012, intégrant l’effectif professionnel du Real España, comme troisième gardien derrière Kevin Hernández et Elmer Canales. La saison suivante, il parvient à décrocher le poste de titulaire, passant devant Hernández et Canales et remporte le tournoi d'ouverture du championnat hondurien 2013.

### Expérience étrangère en MLS
Le 24 janvier 2018, il rejoint officiellement le Los Angeles FC pour sa saison inaugurale en Major League Soccer.

### En équipe nationale
Le 6 mai 2014, il est annoncé dans l'effectif des vingt-trois joueurs honduriens pour la Coupe du monde 2014, dirigé par Luis Fernando Suárez.

## Palmarès
- Avec le  Real España :
  - Champion du Honduras en Apertura 2013 et Apertura 2017